# Viva la Vida or Death and All His Friends
Viva la Vida or Death and All His Friends, còn có tên gọi tắt là Viva la Vida, là album phòng thu thứ tư của ban nhạc alternative rock người Anh Coldplay, phát hành vào ngày 12 tháng 6 năm 2008 bởi hãng Parlophone. Album đặt tên theo một cụm từ tiếng Tây Ban Nha mà dịch ra tiếng Việt có nghĩa là "Cuộc sống muôn năm". Ca từ trong album chủ yếu nói về tình yêu, sự sống, cái chết và chiến tranh.
Các buổi ghi âm album đã diễn ra từ tháng 6 năm 2007 đến tháng 4 năm 2008 với các nhà sản xuất Jon Hopkins, Rik Simpson, Markus Dravs và Brian Eno. Đây là album đầu tiên của nhóm có Eno tham gia với vai trò nhà sản xuất. Ban nhạc buộc mình thử nghiệm các phong cách mới, bởi như Eno yêu cầu thì mỗi bài hát trong album phải mang những nét đặc trưng riêng biệt, và bản thu âm “Viva la Vida” là phải nổi bật nhất. Theo dự định thì ban nhạc chỉ muốn làm album này  với thời lượng 42 phút, tuy nhiên trên thực tế thì thời lượng của album dài hơn dự định. Ngày phát hành album đã bị trì hoãn nhiều lần. Bìa của album Viva la Vida or Death and All His Friends là bức tranh Nữ thần Tự do dẫn dắt nhân dân do Eugène Delacroix vẽ.
Viva la Vida đạt thành công vang dội ở cả mặt thương mại lẫn giải thưởng. Năm đĩa đơn được phát hành để thúc đẩy quảng bá album bao gồm "Violet Hill" và "Viva la Vida" (tháng 5 năm 2008), "Lovers in Japan" và "Lost!" (tháng 11 năm 2008) và "Strawberry Swing" (tháng 9 năm 2009). Ca khúc chính "Viva la Vida" trở thành bài hát đầu tiên đạt vị trí quán quân trên bảng xếp hạng ở cả Vương quốc Anh lẫn Mỹ. Album cũng đoạt giải Album Rock xuất sắc nhất tại lễ trao giải Grammy năm 2009 và còn được đề cử ở hạng mục Album của năm. Đây đồng thời còn là một trong những album bán chạy nhất năm 2008. Tính đến năm 2011, album đã bán hơn 10 triệu bản. Ngày 25 tháng 11 năm 2008 ban nhạc cho tái phát hành Viva la Vida với một ấn bản mới có chứa cả album gốc và EP Prospekt's March.

## Bối cảnh
Vào tháng 10 năm 2006, hai tuần sau khi tay bass Guy Berryman đón chào đứa con gái đầu lòng của mình, khiến anh trở thành thành viên thứ ba của nhóm có con; Guy phát biểu trước truyền thông rằng ban nhạc đang trong giai đoạn nghỉ năm năm. Đứa bé mới ra đời, và thực tế thì Coldplay cũng chẳng có lịch trình cho bất kỳ một chuyến lưu diễn hay buổi thu âm nào trong khoảng thời gian này, khiến cho những người hâm mộ tự hỏi liệu album mới của nhóm sẽ có thể phát hành cho đến tận năm 2010 không. Xua tan những hoài nghi đó, Ambrosia Healy, phát ngôn viên của Capitol Records đã gửi một email tới MTV rằng sẽ không có sự gián đoạn áp đặt nào cả. Tuy nhiên, cô cũng nói rõ rằng Coldplay đang thực sự "tận hưởng một khoảng thời gian nghỉ dài xứng đáng", và không có thời gian biểu nào cho việc theo dõi album thứ ba của nhóm X&Y.
Việc thực hiện album sẽ bắt đầu vào tháng 11 năm 2006 và chỉ bị gián đoạn bởi chuyến lưu diễn Latin America Tour tháng 3 năm 2007.

## Thu âm

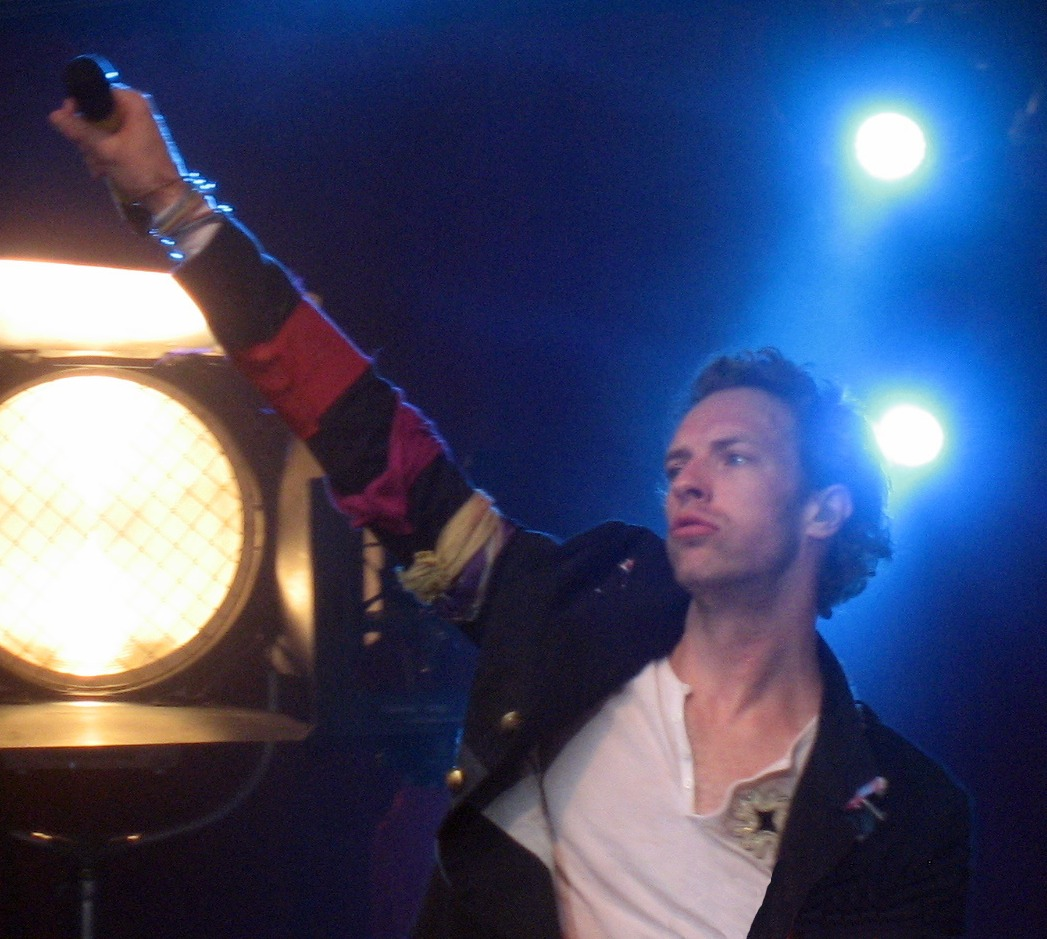
Việc Chris Martin sử dụng trang phục cách mạng Pháp trong Viva La Vida Tour là mối liên kết tới các chủ đề mang tính cách mạng của album

Nhà sản xuất thu âm và nhạc sĩ nhạc điện tử người Anh Brian Eno đã đảm nhận công việc sản xuất album. Sau chuyến lưu diễn ở Mỹ Latin, Coldplay chuyển đến "The Bakery" để bắt tay vào việc thực hiện album. Các bài hát viết trong thời gian của họ ở phòng thu được miêu tả là ca từ "trừu tượng hơn, nhiều hình ảnh chân thực hơn" và âm nhạc thì "ít thẳng thắn, khôn khéo hơn". Ngoài ra Martin muốn chuyển đổi từ chất giọng thương hiệu falsetto của mình sang một chất giọng thấp hơn. Điều này đã thể hiện trong "Yes", nơi dấu nét chính trong nguồn cảm hứng Velvet Underground của bài hát chính là cao độ giọng hát của Chris ở mức thấp nhất từ trước đến nay, điều này do Brian Eno đề xuất để làm âm thanh trong mỗi bài hát của album mang màu sắc khác biệt. Trong một cuộc phỏng vấn với MTV, tay trống Will Champion phát biểu: "Một trong những vấn đề chính mà chúng tôi đang cố tập trung sửa đổi ở bản thu âm này là thay đổi bản sắc giọng hát, bởi Chris có một chất giọng rất dễ nhận biết". Coldplay đã tạo nên một sự chú ý ở những ảnh hưởng Tây Ban Nha sau khi thu âm ở một số nhà thờ và ở những nước nói tiếng Tây Ban Nha như Mexico ở Bắc Mỹ và Tây Ban Nha ở châu Âu, chẳng hạn như Barcelona. Tuy nhiên điểm nhấn ở đây là ảnh hưởng đó không có trong bất kì âm thanh riêng biệt nào nhưng lại tạo nên cảm giác chung ở các bài hát một cách tổng thể. Trên trang web của nhóm, ban nhạc cũng đã miêu tả việc đưa âm hưởng guitar và thiết bị thu âm cơ bản đến các nhà thờ và thử nghiệm với những loại âm thanh đặc biệt.
Trong suốt quá trình thu âm album, Coldplay đã liên lạc với người hâm mộ thông qua trang web của ban nhạc. Nhóm đã viết nhạc cho "Famous Old Painters" và "Glass of Water" cuối năm 2007 và nhóm đang xem xét cho cả hai bài hát vào album nhưng không được các nhà sản xuất đón nhận, mặc dù vậy sau này nhóm đã thêm hai ca khúc vào danh sách bài hát thay thế của EP Prospekt's March. Album tiếp tục bị trì hoàn lâu hơn, nhưng một bài viết thông báo vào tháng 12 năm 2007 đã đưa ra dấu hiệu rằng giai đoạn thu âm gần như hoàn tất. Bài viết được ký chữ "Prospekt" càng làm tăng thêm tin đồn rằng đây sẽ là tiêu đề của album. Trong khi ban nhạc hoàn thiện thêm hai bài hát ("Lovers in Japan" và "Strawberry Swing"), nhóm phủ nhận rằng tên album được đặt là "Prospekt". Martin còn tiết lộ rằng anh đã đọc rất nhiều cuốn tiểu thuyết của Charles Dickens trong quá trình thu âm, việc này góp phần đưa hình ảnh gây hiệu ứng thị giác mạnh vào những ca khúc như Violet Hill" và "Cemeteries of London". Trong một buổi phỏng vấn cho kênh truyền hình Latin Mỹ Boomerang năm 2010, Chris nói rằng một nguồn cảm hứng lớn cho quá trình thu âm là tiểu thuyết Những người khốn khổ, chẳng hạn như trên Viva la Vida có ghi chú những chủ đề cách mạng Pháp của cuốn sách trên.
Khi được hỏi vì sao "Lovers in Japan" có một bài hát bổ sung, tay bass Guy Berryman giải thích rằng ban nhạc không thể dàn xếp lý trí của họ, bởi vì nhóm đã thảo luận rằng họ không hề muốn có thêm một ca khúc vào album, và thay vào đó họ muốn giữ cho album thật ngắn gọn với tổng cộng mười bài hát (và thời lượng dự kiến dưới 42 phút). Champion tiếp tục, "chúng tôi chỉ ưa thích có càng ít tiêu đề và thêm nhiều chất liệu. Về mặt tổng thể album đã có hầu hết điều đó, nhưng nó lại là ngắn nhất. Chúng tôi muốn làm cho album gần như bất khả thi đối với bạn để nghe hết nó chỉ trong một lần." Ngoài ra giọng ca Chris Martin còn tiết lộ ban nhạc đã luôn muốn có một tiêu đề bài hát chỉ hai trong một. Anh nói thêm rằng lý do có hai tiêu đề trong danh sách bài hát của Viva la Vida or Death and All His Friends là bởi ca sĩ-người viết nhạc Mỹ Justin Timberlake đã thực hiện điều đó cho album cuối cùng của anh FutureSex/LoveSounds (2006).
Nghệ sĩ violin Davide Rossi đã hợp tác với Coldplay để thu âm tiếng đàn acoustic của anh và tiếng violin điện (sau đó có khả năng đạt mức âm nốt thấp như tiếng bass thẳng đứng, do đó tạo nên một dàn nhạc đầy đủ). Tiếng đàn của anh nổi bật trong sáu ca khúc: Viva la Vida (bài hát sử dụng tiếng đàn của anh nhiều nhất), Violet Hill, Life In Technicolor, 42, Yes và Strawberry Swing. Một số ca khúc họ thu âm với Rossi đã không bị cắt bớt cho album nhưng vẫn được phát hành trong EP Propekt March. Những bài hát đó là: Life in Technicolor ii, Rainy Day và Prospekt March.
Ngày 18 tháng 7 năm 2009, hai bài demo đầu từ phiên thu âm Viva la Vida đã rò rỉ trên mạng internet: ca khúc chưa từng nghe trước đây "Bloodless Revolution" và một phiên bản rất sớm của đĩa đơn trong Viva la Vida "Lovers in Japan". Một ngày sau đó một bài demo khác có tên gọi "St. Stephen" tiếp tục xuất hiện trên mạng. Ngày 20 tháng 7 năm 2009, sáu bài demo khác nữa bị rò rỉ: "The Fall of Man", "The Man Who Swears", "The Man Who Swears II" (thực ra chỉ là phần nửa thứ hai của "The Man Who Swears"). Ba ca khúc bị bỏ ngoài danh sách khác sau đó rò rỉ trên mạng internet: một bản nhạc khí của "Lukas" - bài hát chưa phát hành được gửi tới Natalie Imbruglia, "Solid Ground (Until The Water Floats Over)", một bài hát do ban nhạc viết nhạc và trình diễn trực tiếp năm 2006 và một bản nhạc khí của "Famous Old Painters".

## Sáng tác và chủ đề
"Viva la Vida" là một album nhạc rock, còn được mô tả cụ thể hơn như thể loại alternative rock, art rock, pop rock và indie pop. Nét đặc trưng của album còn ảnh hưởng bởi dream pop, art pop và baroque pop.
Về mặt âm nhạc, Viva la Vida trái ngược hẳn so với những album trước của ban nhạc. Ca khúc chủ đề sử dụng một dàn nhạc, trong khi "Lovers in Japan" nổi bật lên tiếng honky-tonk piano. "Lost!" bị ảnh hưởng bởi nhạc thổ dân, trong khi "Strawberry Swing" có sự pha trộn của nhạc Alfropop. Martin đã mô tả Viva la Vida giống như một hướng đi mới cho Coldplay: một cơ hội từ ba album trước của ban nhạc mà nhóm gọi là "trilogy" (bộ ba). Anh cho biết album thể hiện ít chất giọng falsetto cũng như anh cho phép cao độ giọng hát của mình thấp xuống để đạt quyền ưu tiên. Một số ca khúc, chẳng hạn như "Violet Hill" có những đoạn riff ghita bóp méo và tiếng blue trầm.
Album bao gồm một loạt những chủ đề khác nhau như tình yêu, chiến tranh và các cuộc cách mạng. Không giống như những album trước, "Viva la Vida" có một cách tiếp cận tổng thể hơn, nó giải quyết với ít vấn đề cá nhân hơn và nhiều vấn đề nhân đạo hơn. Những ca khúc như một phiên bản nhạc khí của "Life in Technicolor II" (mà khiến nó không vào danh sách bài hát cuối cùng), "Violet Hill" và "Death and All His Friends" nói về chiến tranh và chính trị. Martin nói rõ ca từ của "Violet Hill" là một bài bình luận trên kênh Fox News. Chris Willman (Entertainment Weekly) cũng coi "Violet Hill" là bài hát biểu tình chống chiến tranh đầu tiên từ ban nhạc. Những ca khúc khác như track đôi "Lovers in Japan/Reign of Love" và "Yes" lại nói về sự bền bỉ và lạc quan.
Coldplay đã sử dụng những trang phục cách mạng Pháp thông qua chuyến lưu diễn Viva la Vida Tour và trong các video sản xuất cho đĩa đơn của album. Chris Martin nói trong một buổi phỏng vấn cho The Sun "Một số người nói album này rất dũng cảm - tôi lại chỉ thấy dường như chúng tôi thật may mắn". Martin còn cho biết một nguồn cảm hứng lớn cho album là cuốn sách Những người khốn khổ của Victor Hugo.
Những tác phẩm của The Beatles rõ ràng là một nguồn cảm hứng lớn xuyên suốt album. Ví dụ như ca khúc "Violet Hill" có liên quan đến album của Beatles Abbey Road, điều này có thể thấy trong tiêu đề bài hát có mượn nhịp điệu từ The Beatles. Ca khúc đặt tên theo con đường tiếp giáp với Đường Abbey ở London.

## Thiết kế đồ họa

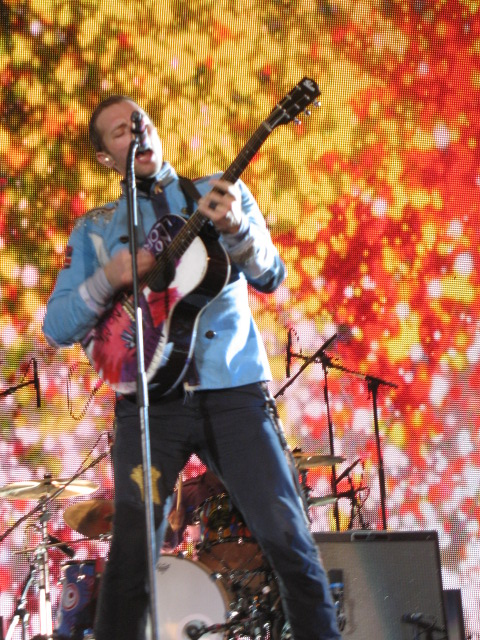
Một vài bức tranh sản xuất trong quá trình sáng tạo hình minh họa của album đã được sử dụng trên các màn hình của Viva la Vida Tour.

Những bức ảnh minh họa cho Viva la Vida or Death and All His Friends do Coldplay và Tappin Gofton thiết kế; Tappin từng là người thiết kế bìa X&Y ba năm trước. Phong cách thiết kế cho album đã mất nhiều tháng trời mới hoàn thành; đầu tiên nó phát triển từ một tập hợp những bản phác thảo quy mô lớn và những bức tranh in đầy hàm ý. Những ca từ và tiêu đề bài hát được táo bạo vẽ lên các bản đồ, cuốn sách, bản sao của những bức tranh cũ, những tờ báo và các loại vật dụng đã qua sử dụng. Công việc cuối cùng là chụp hình và một vài kiểu in bổ sung do máy tính thêm vào sau đó.

Viva la Vida giảm bớt kích cỡ từ bức tranh Nữ thần Tự do dẫn dắt nhân dân của Eugène Delacroix năm 1830.

Hầu hết các ca khúc từ album và EP Prospekt's March đều có một hoặc hai hình ảnh đồ họa. Trên tập sách nhỏ của album có tới chín bức tranh do ban nhạc thực hiện. Đầu tiên là bản đồ của Brazil màu xanh bao gồm một phần của ca từ trong "Glass of Water" sơn màu trắng. Tuy nhiên hình ảnh này sau được làm lại và sử dụng làm ảnh minh họa cho bìa đĩa đơn "Lost!". Bức hình thứ hai trong tập sách minh hoạ cho ca khúc "42". Bức hình bao gồm một phần trong quá trình sáng tác bài hát viết trên nền màu đỏ, cùng với một sọc màu đen bao phủ trung tâm. Bức hình thiết kế cho "Cemeteries of London" gồm có một hỉnh ảnh minh họa của London, tiêu đề bài hát và một nền màu tím hỗn độn. Một phần của ca từ được sử dụng trên đỉnh bức hình. Bức hình thiết kế cho "Reign of Love" gồm có các ca từ của bài hát vẽ trên một nền xanh lá cây. Ở giữa tập sách, hầu hết ca từ của album hiển thị chính giữa một vật thể không thể nhìn ra. Bức hình minh họa cho "Yes" bao gồm một trái tim bị xé và một dòng lời từ bài hát, "Chúa không dẫn tôi đến sự cám dỗ" ("Lord lead me not into temptation"). Bức tranh kế tiếp bức hình của bài hát có chứa ca từ của "Viva la Vida" sơn màu đen in trên nền xanh da trời, những ca từ cho ca khúc cũng xuất hiện trên bức hình. Trang cuối trong tập sách rất giản dị: một chữ số La Mã của số 7 sơn màu xanh lá cây và đỏ in trên nền vàng. Ban nhạc đã trình chiếu một số bức hình trên màn hình trong chuyến lưu diễn toàn cầu Viva la Vida Tour hoặc sử dụng trên những quả khí cầu lớn bên trong các địa điểm gặp gỡ.
Có ba trang bìa cho album. Bìa trước dành cho ấn bản chuẩn là một bức tranh của Eugène Delacroix, có tên Nữ thần Tự do dẫn dắt nhân dân, được thay đổi một chút cho bìa bằng cách sử dụng một chiếc bút lông sơn trắng để vẽ "VIVA LA VIDA". Bìa in cho EP Prospekt's March cũng sử dụng dòng chữ tương tự một lần nữa nhưng sơn màu vàng và to hơn trên một nền đen trơn. Bìa cho EP Prospekt's March bao gồm một bức tranh khác của Eugène Delacroix (Trận Poitiers), và có dòng "Prospekt's March" vẽ trên bức tranh tương tự như cách "Viva la Vida" vẽ trên bức Nữ thần Tự do dẫn dắt nhân dân cho bìa album chuẩn. Bìa sử dụng cho ấn bản Asian Tour có chữ "VIVA" sơn sọc đỏ đen đối lập với nền trắng. Bức tranh tương tự này từng được sử dụng làm ảnh đại diện cho trang web chính thức của Coldplay trong một thời gian, nó do ban nhạc tạo ra và do tay trống Will Champion sơn trên tường của phòng thu gọi là "The Bakery".

## Quảng bá và phát hành

Logo từ thời đại Viva La Vida

Trong một cuộc phỏng vấn của tạp chí Rolling Stone, giọng ca Chris Martin đã công bố ngày phát hành album và tiêu đề của nó, Viva la Vida, một cụm từ Tây Ban Nha mà dịch sang tiếng Việt nghĩa là "một cuộc sống dài lâu". Nó lấy tên từ một bức tranh của Frida Kahlo, một nghệ sĩ người Mexico nổi tiếng vào thế kỷ 20. Bìa album là bức tranh năm 1830 của Eugène Delacroix có tên Nữ thần Tự do dẫn dắt nhân dân. Ngày 10 tháng 4 năm 2008, một mục tạp chí mới xuất hiện trên trang web của ban nhạc, công bố danh sách bài hát và ngày phát hành cũng như gợi ý về những ca khúc mới sẽ phát hành trước khi ra mắt album. Ban nhạc xác nhận "Violet Hill" là đĩa đơn đầu tiên từ Viva la Vida với ngày phát hành 5 tháng 5. Tháng 5 năm 2008 Coldplay đã chiếu một đoạn quảng cáo trên iTunes của Apple với ca khúc "Viva la Vida".
Trang web chính thức của ban nhạc được cập nhật vào cuối tháng tư để tiết lộ hình minh họa chính thức của "Viva la Vida", cũng nhu bản miễn phí của đĩa đơn "Violet Hill", trở nên có sẵn để tải về trong một tuần từ 29 tháng 4 năm 2008.

## Danh sách bài hát
Tất cả các ca khúc được viết bởi Guy Berryman, Jonny Buckland, Will Champion và Chris Martin, trừ phần ghi chú Bài 5, 6 và 10 gồm hai bài riêng lẻ không được thêm vào danh sách..
| STT              | Nhan đề | Thời lượng |
| ---------------- | --- | ---------- |
| 1.               | "Life in Technicolor" (Berryman/Buckland/Champion/Martin/Hopkins)                                                         | 2:30       |
| 2.               | "Cemeteries of London" | 3:21       |
| 3.               | "Lost!" | 3:55       |
| 4.               | "42" | 3:57       |
| 5.               | "Lovers in Japan / Reign of Love" (3:57/2:56)                                                                             | 6:51       |
| 6.               | "Yes" (4:04 / includes hidden song "Chinese Sleep Chant" 3:01)                                                            | 7:06       |
| 7.               | "Viva la Vida" | 4:01       |
| 8.               | "Violet Hill" | 3:42       |
| 9.               | "Strawberry Swing" | 4:09       |
| 10.              | "Death and All His Friends" (3:30 / includes hidden song "The Escapist" (Berryman/Buckland/Champion/Martin/Hopkins) 2:46) | 6:18       |
| Tổng thời lượng: | Tổng thời lượng: | 45:49      |

| Bonus tracks | Bonus tracks                                                              | Bonus tracks |
| STT          | Nhan đề                                                                   | Thời lượng   |
| ------------ | ------------------------------------------------------------------------- | ------------ |
| 11.          | "Lost?" (Japan and iTunes)                                                | 3:40         |
| 12.          | "Lovers in Japan" (Acoustic Version) (iTunes pre-order)                   | 3:55         |
| 13.          | "Death Will Never Conquer" (Japanese release of Prospekt's March edition) | 1:16         |

### Phiên bản tháng ba của Prospekt
Phiên bản tháng ba bao củaViva la Vida: Prospekt gồm Prospekt's March EP.

### Tour edition DVD
Ở một vài nước châu Á như Nhật Bản, Trung Quốc... một phiên bản DVD đặc biệt đã được phát hành gồm 5 đoạn phim chính thức từ Viva la Vida và từ phim"Life in Technicolor II", từ Prospekt's March EP.
| DVD | DVD                      | DVD        |
| STT | Nhan đề                  | Thời lượng |
| --- | ------------------------ | ---------- |
| 1.  | "Violet Hill"            |            |
| 2.  | "Viva la Vida"           |            |
| 3.  | "Lost!"                  |            |
| 4.  | "Lovers in Japan"        |            |
| 5.  | "Life in Technicolor II" |            |
| 6.  | "Strawberry Swing"       |            |

## Bảng xếp hạng và chứng nhận
| Xếp hạng (2008)                 | Vị trí cao nhất |
| ------------------------------- | --------------- |
| Argentine Albums Chart          | 1               |
| Australian Albums Chart         | 1               |
| Austrian Albums Chart           | 1               |
| Belgian Albums Chart (Flanders) | 1               |
| Belgian Albums Chart (Wallonia) | 1               |
| Brazilian Albums Chart          | 3               |
| Canadian Albums Chart           | 1               |
| Czech Albums Chart              | 2               |
| Danish Albums Chart             | 1               |
| Dutch Albums Chart              | 1               |
| European Albums Chart           | 1               |
| Finnish Albums Chart            | 1               |
| French Albums Chart             | 1               |
| German Albums Chart             | 1               |
| Greek Albums Chart              | 1               |
| Irish Albums Chart              | 1               |
| Italian Albums Chart            | 1               |
| Japanese Albums Chart           | 3               |
| Hungarian Albums Chart          | 4               |
| Mexican Albums Chart            | 2               |
| New Zealand Albums Chart        | 1               |
| Norwegian Albums Chart          | 1               |
| Polish Albums Chart             | 2               |
| Portuguese Albums Chart         | 1               |
| Spanish Albums Chart            | 1               |
| Swedish Albums Chart            | 1               |
| Swiss Albums Chart              | 1               |
| UK Albums Chart                 | 1               |
| US Billboard 200                | 1               |

| Quốc gia                                                                           | Chứng nhận  | Số đơn vị/doanh số chứng nhận |
| ---------------------------------------------------------------------------------- | ----------- | ----------------------------- |
| Argentina (CAPIF)                                                                  | 2× Bạch kim | 80.000^                       |
| Úc (ARIA)                                                                          | 4× Bạch kim | 280.000^                      |
| Áo (IFPI Áo)                                                                       | 2× Bạch kim | 40.000*                       |
| Bỉ (BEA)                                                                           | 3× Bạch kim | 90.000*                       |
| Canada (Music Canada)                                                              | 5× Bạch kim | 400.000^                      |
| Chile (IFPI Chile)                                                                 | Bạch kim    | 10,000x                       |
| Đan Mạch (IFPI Đan Mạch)                                                           | Bạch kim    | 30.000^                       |
| Phần Lan (Musiikkituottajat)                                                       | Bạch kim    | 21,991                        |
| Pháp (SNEP)                                                                        | Kim cương   | 500.000*                      |
| Đức (BVMI)                                                                         | 3× Bạch kim | 900.000^                      |
| Hy Lạp (IFPI Hy Lạp)                                                               | Vàng        | 7.500^                        |
| Ireland (IRMA)                                                                     | 4× Bạch kim | 60.000^                       |
| Ý (FIMI)                                                                           | 2× Bạch kim | 140.000*                      |
| Nhật Bản (RIAJ)                                                                    | Bạch kim    | 250.000^                      |
| México (AMPROFON)                                                                  | 2×          | 1,120,000^                    |
| Hà Lan (NVPI)                                                                      | 3x Bạch kim | 180.000^                      |
| New Zealand (RMNZ)                                                                 | 2× Bạch kim | 30.000^                       |
| Ba Lan (ZPAV)                                                                      | Bạch kim    | 0*                            |
| Bồ Đào Nha (AFP)                                                                   | 2× Bạch kim | 40.000^                       |
| Tây Ban Nha (PROMUSICAE)                                                           | 2× Bạch kim | 0^                            |
| Thụy Điển (GLF)                                                                    | Bạch kim    | 40.000^                       |
| Thụy Sĩ (IFPI)                                                                     | 3× Bạch kim | 90.000^                       |
| Turkey (Mü-Yap)                                                                    | Vàng        | 5,000x                        |
| Anh Quốc (BPI)                                                                     | 4× Bạch kim | 1,480,000                     |
| Hoa Kỳ (RIAA)                                                                      | 2× Bạch kim | 2.000.000^                    |
| Tổng hợp                                                                           |             |                               |
| Châu Âu (IFPI)                                                                     | 3× Bạch kim | 3.000.000*                    |
| * Chứng nhận dựa theo doanh số tiêu thụ. ^ Chứng nhận dựa theo doanh số nhập hàng. |             |                               |

### Bảng xếp hạng cuối năm
| Xếp hạng (2008) | Vị trí |
| --------------- | ------ |
| Áo              | 8      |
| Đức             | 6      |
| Hy Lạp          | 2      |
| Vương quốc Anh  | 5      |
| Xếp hạng (2009) | Vị trí |
| Đức             | 49     |
| Thụy Sĩ         | 45     |
| Vương quốc Anh  | 75     |
| Xếp hạng (2011) | Vị trí |
| Vương quốc Anh  | 175    |

## Lịch sử phát hành
| Quốc gia                              | Ngày                     | Nhãn hiệu       | Định dạng | Số Catalog                    |
| ------------------------------------- | ------------------------ | --------------- | --------- | ----------------------------- |
| Nhật Bản                              | 11 tháng 6 năm 2008      | EMI Music Japan | CD        | TOCP-66805 / 49880 068632 5 5 |
| Anh quốc                              | 12 tháng 6 năm 2008      | Parlophone      | CD        | 5 099921 211409               |
| Anh quốc                              | 12 tháng 6 năm 2008      | Parlophone      | LP        | 50999 212114 1 6              |
| Brazil                                | 12 tháng 6 năm 2008      | EMI             | CD        |                               |
| châu Âu                               | ngày 13 tháng 6 năm 2008 | Capitol         | CD        |                               |
| Úc và New Zealand                     | 14 tháng 6 năm 2008      | EMI             | CD        | 2169640                       |
| Thế giới (Unless specified otherwise) | 16 tháng 6 năm 2008      | EMI             | CD        |                               |
| Canada                                | ngày 17 tháng 6 năm 2008 | Capitol         | CD        | 509992 26126 0 1              |
| Hoa Kỳ                                | ngày 17 tháng 6 năm 2008 | Capitol         | CD        | 50999 2 16886 0 7             |
| Hoa Kỳ                                | ngày 17 tháng 6 năm 2008 | Capitol         | LP        | 50999 2 16965 1 0             |